# جيك سوليفان
جيك إرميا سوليفان (بالإنجليزية: Jake Sullivan)‏، سياسي ومستشار أمريكي يعمل كمستشار للأمن القومي للولايات المتحدة. كان سابقًا مستشارًا سياسيًا كبيرًا لحملة هيلاري كلينتون للانتخابات الرئاسية لعام 2016 ونائب رئيس الموظفين في وزارة الخارجية. كان سوليفان أيضًا مستشارًا كبيرًا للحكومة الأمريكية للمفاوضات النووية الإيرانية وأستاذًا زائرًا في كلية الحقوق بجامعة ييل.
عمل سوليفان في إدارة أوباما كنائب مساعد للرئيس ومستشار الأمن القومي لنائب الرئيس ، عندما كان بايدن نائبًا للرئيس الأمريكي. كما شغل منصب مدير تخطيط السياسات في وزارة الخارجية ونائب رئيس ديوان وزيرة الخارجية الأمريكية هيلاري كلينتون.
في 23 نوفمبر 2020 ، أعلن بايدن أنه سيتم تعيين سوليفان مستشارًا للأمن القومي. تولى منصبه في 20 يناير 2021.